# Parasaleniidae
Famille
Les Parasaleniidae sont une famille d'oursins réguliers de l'ordre des Camarodonta. Elle ne contient qu'un seul genre, pour deux espèces.

## Caractéristiques
Ce sont des oursins réguliers : le test (coquille) est plus ou moins sphérique, protégé par des radioles (piquants), l'ensemble suivant une symétrie pentaradiaire (centrale d'ordre 5) reliant la bouche (péristome) située au centre de la face orale (inférieure) à l'anus (périprocte) situé à l'apex aboral (pôle supérieur). Les oursins de cette famille ont un test légèrement ovale, avec des tubercules primaires aux mamelons massifs supportant des radioles robustes et coniques.
Cette famille semble être apparue au Miocène.

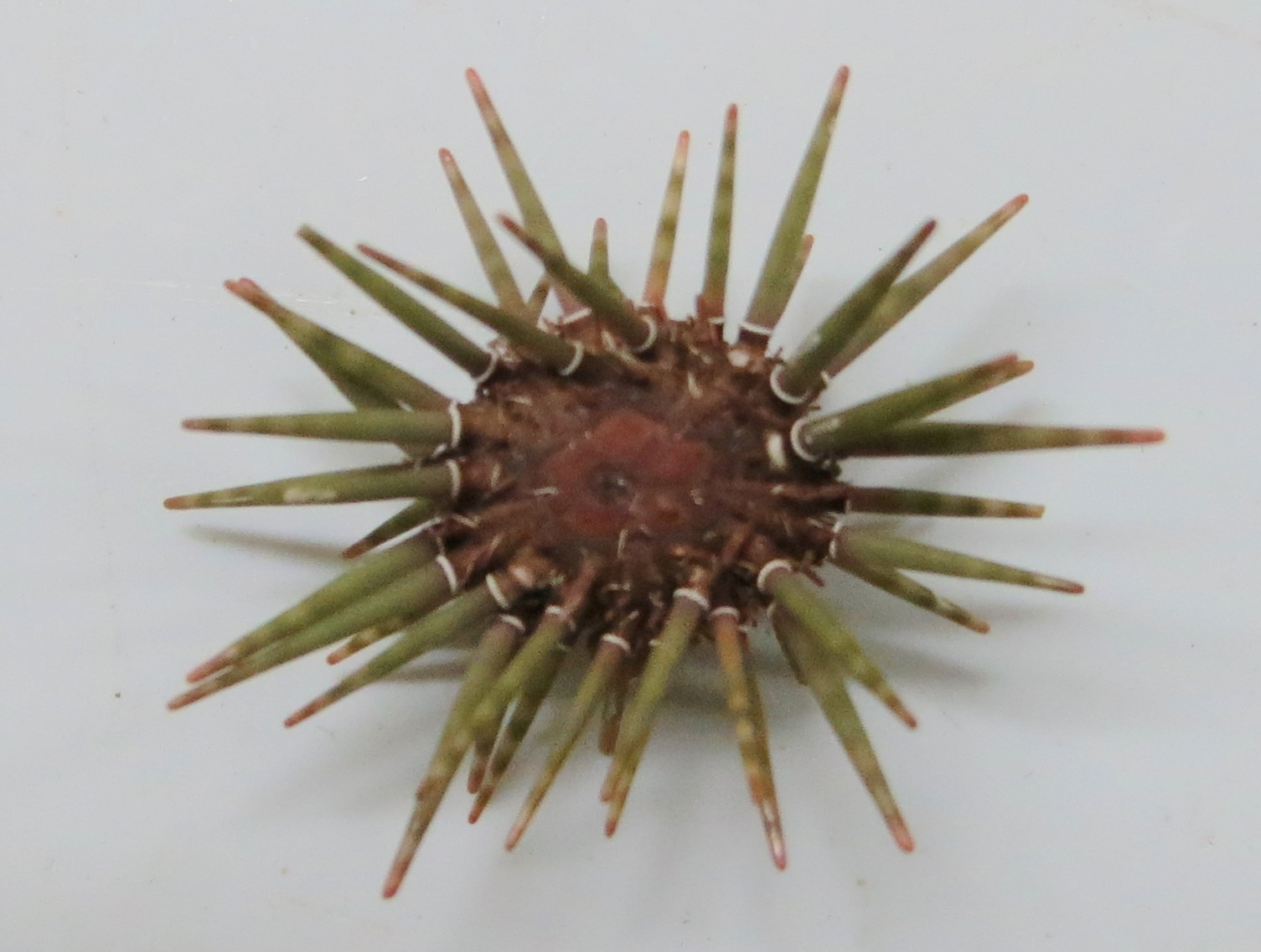
Parasalenia poehlii (spécimen naturalisé, MNHN).

## Liste des genres
Selon World Register of Marine Species (01/10/2013), cette famille ne contient qu'un seul genre :
- genre Parasalenia A. Agassiz, 1863
  - espèce Parasalenia gratiosa  A. Agassiz, 1863
  - espèce Parasalenia poehlii  Pfeffer, 1887